# 2023年也门萨那踩踏事件
2023年也门萨那踩踏事件，是指2023年4月19日发生在也门首都萨那的严重踩踏事故。2023年4月19日，在穆斯林节日开斋节前几天。有商户在萨那旧城区的一所学校发放慈善金。大量想领慈善金的人群涌入学校结果造成踩踏事故。事故造成至少90人死亡、322人受伤。控制萨那的胡塞武装称事故原因是前往学校的街道过于狭窄，而希望领取慈善金的人太多。当学校大门打开时，人群衝向预定发放慈善金的学校操场结果造成踩踏事故。胡塞武装控制的马西拉电视台当天援引胡塞武装一名发言人的话发布称“是一些商户未经管理部门批准当街分发现金，酿成踩踏悲剧。涉事商户已被逮捕”。但另据美联社报道，目击者称是因为胡塞武装民兵为了控制人群向空中开枪，不慎击中一根电线，导致电线爆炸。造成人群恐慌引发的踩踏事故。胡塞武装于2014年9月攻占萨那并掌控至今。

## 背景
2012年，在位31年的也门总统阿里·阿卜杜拉·萨利赫在反政府革命中被推翻。革命结束后，由伊朗支持的胡塞运动从政府手中抢占了大批领土，并由此引发了持续至今的内战，而这场内战被认为是沙特阿拉伯和伊朗之间的代理人戰爭。根据联合国儿童基金会的评估，截至2023年4月，也门已经陷入“世界上最大的人道主义危机之一”。联合国难民署于2023年3月估计至少有80%或2160万名居住在也门的人（约占也门人口的2/3）需要人道主义援助。

## 事故
踩踏事故发生于于2023年4月19日（開齋節前两天，賴買丹月末），当时一家商户于萨那旧城区的一间学校内向群众发放每人5,000葉門里亞爾（约9美元）的慈善金，到场等待领取慈善金的人群包括妇女及儿童，且大部分都是低收入群体。目击者表示，在发放慈善金期间，当地的胡塞武装曾向天空鸣枪以试图控制住拥挤的人群，意外打中了一根电线并引起爆炸，导致群众发生恐慌。胡塞媒体马西拉电视台的一段视频显示，踩踏事故发生时，有大量人群倒在地上，其中一些人已经没有动静，很多人的口部被其他人的手覆盖，为了找寻道路，很多人直接选择从别人的头顶爬过。
当地高级卫生官员马罗尼（Motaher al-Marouni）表示至少有90人于这次事故中丧生。伤者累计至少322人，一些伤者虽然被送到了附近的医院，但由于一些高级官员亦在接受治疗等原因，很多人并未能进入，而是被迫在门口等待。根据马西拉电视台的报道，有13人伤情危殆。萨那al-Thowra医院的副院长表示该院一共收到了73名伤者。
据媒体报道，胡塞武装在事故发生后迅速封锁了事发学校，并禁止一切人员进入。两名发放活动的组织者遭到拘留。

## 回应
由胡塞武装运作的内部事务部表示是次踩踏事故是由“部分商户任意组织一定数额的钱财发放活动并且没有和内部事务部合作”引起，但并未提供具体死亡人数，此外，内部事务部证实了两名活动组织者被逮捕的消息，并表示相关部门已经开启了调查程序，对此，沙特阿拉伯媒体《中東報》指控胡塞武装利用这次机会故意攻击相关商业集团。胡塞武装“天課一般授权机构”（General Authority for Zakat）宣布将向每户死者家庭和受伤人士家庭分别发放1,000,000也門里亞爾（约4,000美元）及200,000也門里亞爾（约800美元）的补偿。亦有其他媒体报道称每户死者家庭将收到2,000美元的补偿，同时萨那的商会联合会亦会向他们提供每户5,000美元的补偿。